# Pitkäsaari (ö i Finland, Kajanaland, Kehys-Kainuu, lat 64,37, long 30,04)
Pitkäsaari är en ö i Finland. Den ligger i sjön Korkananjärvi och i kommunen Kuhmo i den ekonomiska regionen  Kehys-Kainuu  och landskapet Kajanaland, i den östra delen av landet, 500 km nordost om huvudstaden Helsingfors. Öns area är 0,6 hektar och dess största längd är 190 meter i sydöst-nordvästlig riktning.